# Alfons Matthysen
Alfons Josephus Matthysen, ook geschreven als Alphonse Joseph (Ekeren, 27 november 1890 - Bunia (Congo), 19 augustus 1963) was een Belgische Witte Pater en bisschop van Bunia in Congo.

## Jeugd en opleiding
Matthysen werd geboren in Hoogboom, dat toen nog bij de gemeente Ekeren behoorde. Zijn vader was bierbrouwer. Hij deed zijn humaniora op het Sint-Jan Berchmanscollege te Antwerpen en trad daarna in het Klein Seminarie en later in het Groot Seminarie in Mechelen. Na aldaar twee jaar theologie te hebben gestudeerd, werd hij op Pinksteren 1913 tot subdiaken gewijd door de hulpbisschop, Louis-Joseph Legraive.

## Missiewerk
Ondertussen voelde hij zich aangetrokken tot het missiewerk en in oktober 1913 trad de jonge subdiaken in het Noviciaat der Witte Paters te Maison-Carrée (Algiers). Op 8 september 1915 werd hij in Carthago (Tunesië) tot priester gewijd. Eind 1916 ging hij te Marseille scheep met bestemming Albertmeer in Belgisch-Congo. Zijn eerste post was Kilo, een belangrijke missiepost in het midden van de goudexploitatie op de oostgrens van Congo. In 1920 werd hij gezonden naar de nieuw te stichten missie bij de Walendu, te Fataki, ten noordoosten van Kilo. Op 21 juni 1922 werd hij benoemd tot apostolisch prefect van het Albertmeer. Onder de leiding van Alfons Matthysen namen de missiewerken een sterke uitbreiding : van vier missieposten met 8330 christenen tot acht missieposten met 25000 christenen in 1933. Er werd ook een kleinseminarie gesticht, dat in 1933 tachtig leerlingen had. Te Fataki werd een ziekenhuis opgericht, in Kilo een moederheil.

## Bisschop en overlijden
Op 11 december 1933 werd de prefectuur van het Albertmeer verheven tot apostolisch vicariaat en Matthysen tot eerste apostolisch vicaris benoemd. Op diezelfde dag werd Matthysen tot titelvoerend bisschop benoemd van Berenice, thans Benghazi in Libië. Op zondag 24 februari 1934 werd hem de plechtige bisschopswijding toegediend in de Sint-Amanduskerk te Antwerpen. Het apostolisch vicariaat van het Albertmeer werd op 10 november 1959 verheven tot het bisdom Bunia en Matthysen werd de eerste bisschop van het nieuwe bisdom. Hij overleed te Bunia op maandag 19 augustus 1963 aan een hartaandoening na dertig jaar bisschop te zijn geweest.